# 박영록 (배우)
박영록(본명: 박영노, 1961년 1월 31일 ~ )은 대한민국의 배우이다.

## 생애
1978년 영화 《세종대왕》의 단역으로 영화 배우 첫 데뷔하였고 1993년 드라마 MBC 《여자의 남자》의 단역으로 텔레비전 배우 첫 데뷔하였으며 1995년 일본으로 유학을 가서 주로 일본에서 활동하였다.
1999년 국내에 들어와서는 2016년 국제영상위원회 이사장으로 활동하고 있으며 2017년 한국국적중국동포청년연합회 명예고문 그리고 2019년 한국청소년중앙방송 사장도 겸하고 있다.

## 학력
- 1975년 ~ 1978년 울산공업고등학교

## 경력
- 2016년 ~ 국제영상위원회 이사장
- 2017년 ~ 한국국적중국동포청년연합회 명예고문
- 2019년 ~ 한국청소년중앙방송 사장

## 출연

### 방송

#### 드라마
- 1993년 MBC 《여자의 남자》
- 1995년 KBS 2TV 《좋은 남자 좋은 여자》
- 2000년 SBS 《덕이》 - 주인태 역
- 2002년 SBS 《야인시대》 - 김영태 역
- 2004년 SBS 《장길산》 - 이명기 역
- 2004년 KBS 1TV 《불멸의 이순신》 - 오다 노부나가 역
- 2006년 KBS 1TV 《서울 1945》 - 신익희 역
- 2006년 SBS 《사랑하고 싶다》 - 양대두 역
- 2006년 SBS 《연개소문》 - 온사문 역
- 2006년 SBS 《연인》 - 동욱 역
- 2013년 TvN 《푸른거탑》 - 유진 최 역
- 2013년 MBN 《대한민국 정치비사》 - 이후락 역

#### 교양
- 2003년 KBS 2TV 《TV는 사랑을 싣고》 - 제440회 출연
- 2021년 MBN 《현장르포 특종세상》

#### 기타
- 2020년 ~ 유튜브 《영태 형님 티비 Young Bro. TV》

### 영화
- 1978년 《세종대왕》
- 1981년 《초대받은 사람들》
- 1982년 《밤을 기다리는 해바라기》
- 1983년 《무릎과 무릎 사이》
- 1985년 《먹다버린 능금》
- 1985년 《에미》
- 1988년 《가루지기》
- 1988년 《회장님, 우리 회장님》 - 비서 역
- 1988년 《구선생의 카메라》 - 금테 안경 역
- 1988년 《이장호의 외인구단 2》 - 비서 역
- 1988년 《그녀와의 마지막 춤을》 - 박종만 역
- 1988년 《성야》
- 1989년 《벌거벗은 분노》
- 1989년 《빨간 색깔의 여자》
- 1989년 《서울 무지개》 - 극 중 남 주인공 역
- 1989년 《쫄병 수첩》 - 소태기 역
- 1990년 《코리안 커넥션》 - 공원 청년들 역
- 1990년 《서울 통화중》 - 호스트 역
- 1991년 《장미여관》 - 사회 역
- 1991년 《머나먼 사이공》 - 최 일병 역
- 1991년 《복카치오 91》
- 1991년 《겨울애마 봄》
- 1991년 《여자는 추억 속에 집을 짓는다》 - 박 대리 역
- 1992년 《25시 서울 탱고》
- 1992년 《이혼하지 않은 여자》
- 1992년 《비에 젖어서야 사랑하노라》
- 1993년 《침대 위의 여자》
- 1993년 《고행석의 불청객 - 굴뚝새 편》
- 1994년 《장미빛 인생》 - 기관 사내 역
- 1994년 《우리 시대의 사랑》 - 순경 역
- 1994년 《화려한 본능》
- 1995년 《성의 실크로드》
- 1995년 《삼공일 삼공이》 - 형사 역
- 1998년 《가족 시네마》 - 후지끼 역
- 1999년 《잔협》
- 2001년 《천사몽》 - 마쿠타 역
- 2001년 《킬러들의 수다》 - 요원 6 역
- 2002년 《4발가락》 - 이치로 역
- 2005년 《과자로 만든 집》
- 2006년 《홀리데이》 - (우정 출연)
- 2007년 《삼청교육대》
- 2009년 《아부지》 - 기관원 역
- 2018년 《맞짱》 - 조백산 역

### 공연

#### 연극
- 《홍도야 울지마라》
- 2017년 《갯마을》 - 상수 역
- 2017년 《돌아오지 못한 귀로》 - 손문 역
- 2017년 《리어왕》 - 올바니 공작 역

#### 뮤지컬
- 《찰리 브라운》
- 2014년 《사랑해 톤즈》 - 이태석 신부 역
- 2017년 《이예》

### 광고
- 1990년 아시아자동차공업 아시아 록스타
- 국민일보
- 일양약품 원비디
- 하이트진로 진로소주
- 태웅식품 태웅흑고
- 대원캔
- 2011년 JT친애저축은행 원더풀론
- 2013년 쎄니팡

## 음반

### 정규
- 2004년 《겨울나비》
  - 〈겨울나비〉
  - 〈길 잃은 바람〉
  - 〈내 아내여〉
  - 〈사랑의 Rock & Roll〉
  - 〈사랑의 멍에〉
  - 〈소중한 사랑〉
  - 〈잃어버린 사람〉
  - 〈잊지말자 영원히 (Title)〉
  - 〈사랑의 멍에〉
- 2019년 《야인시대》